# Перевал Дятлова
Перевал Дя́тлова — перевал на Северном Урале между горой Холатчахль (1096,7 м) и безымянной высотой 905 м, стоящей несколько особняком к востоку от Главного Уральского хребта. Находится на крайнем северо-западе Свердловской области, в Ивдельском городском округе, в 128 километрах северо-западнее города Ивделя. Соединяет долину 4-го правого притока реки Лозьвы с верховьями реки Ауспии (также правый приток Лозьвы).

## Происхождение названия
Перевал получил название в связи с трагедией, случившейся в феврале 1959 года, когда недалеко от него, на восточном склоне горы Холатчахль, остановилась на ночлег и при не выясненных до конца обстоятельствах погибла туристическая группа, возглавляемая Игорем Дятловым.